# Contea di Owen (Indiana)
La contea di Owen (in inglese Owen County) è una contea dello Stato dell'Indiana, negli Stati Uniti. La popolazione al censimento del 2000 era di 21 786 abitanti. Il capoluogo di contea è Spencer.